# Внутренняя Крайна
Внутренняя Крайна (слов. Notranjska; нем. Innerkrain) — историческая область в Словении, примерно соответствующая статистическому региону Нотраньска-Крашка. Юго-западная часть более крупного региона Крайна. В прошлом — составная часть габсбургской коронной земли Крайна. Главный город — Постойна.
Территория области представляет собой голое нагорье, прорезанное глубокими впадинами, выемками и ущельями.

## История
Название области было создано по аналогии с Внутренней Австрией (нем. Innerösterreich), относящейся к юго-западным наследственным землям Габсбургов.
Внутренняя Крайна была округом герцогство Крайна, управляемого домом Габсбургов на землях Внутренней Австрии начиная с XIV века. Территориальное устройство было описано Янезом Вайкардом Вальвазором (1641—1693) в его работе 1689 года «Слава герцогства Карниола». Согласно Парижскому мирному договору 1814 года Внутренняя Крайна, как часть наполеоновских Иллирийских провинций, вошли в состав Австрийской империи как часть Иллирийского королевства. В 1849 году эти земли вновь стали коронной землей Габсбургов.
После Первой мировой войны западная часть региона (с примерно двумя третями населения) была оккупирована итальянскими военными, и в 1920 году по Рапалльскому договору была передана Королевству Италия. Восточная треть была включена в состав Королевства сербов, хорватов и словенцев (позже переименованного в Югославию). С подъёмом фашизма итальянская часть области подвергалась политике насильственной итальянизации. В 1947 году эти земли были передан Югославии, которая оккупировала их с 1945 года.